# Riffa
Riffa, nombre completo Ar Rifa' wa al Mintaqah al Janubiyah, (en árabe الرفاع ) es una ciudad de Baréin situada casi en el centro del país, en la Gobernación Sur. Tiene una población mayoritariamente sunita de 121.566 habitantes (2020). 

## Características
El mercado se encuentra en la parte oriental de la ciudad, que en general tiene más comercio que la occidental, lo mismo que el fuerte de Riffa (Sheikh Salman Bin Ahmad Al Fateh). 
Su parte occidental alberga un gran número de viviendas. En esta región viven muchos ministros y miembros de la familia real, entre ellos el rey Hamad bin Isa al-Jalifa y el primer ministro Khalifa bin Salman Al Khalifa. 
La famosa torre del reloj se encuentra asimismo en la parte occidental de la ciudad, lo mismo que el Estadio Nacional de Baréin, con capacidad para 30.000 espectadores.

## Variantes
El nombre de Riffa presenta las siguientes variantes: Ar-Rifa'a, Rifaa, Rifā y Ar-Rifā'-al-Gharbi,